# Norbert Schultze
Pour les articles homonymes, voir Schultze.
Norbert Schultze est un compositeur, acteur, réalisateur et scénariste allemand, né le 26 janvier 1911 à Brunswick (Duché de Brunswick), mort le 14 octobre 2002  à Bad Tölz. 
Il est surtout connu pour avoir écrit la mélodie de la chanson Lili Marleen (1937), dont le texte est tiré du Die kleine Hafenorgel d'Hans Leip (1915). Il est également l'auteur des opéras Schwarzer Peter et Das kalte Herz, de la comédie musicale Käpt'n Bye-Bye, ainsi que de nombreuses musiques de films tels que Die Mädels vom Immenhof (1955). Il apparaît parfois sous les pseudonymes de Frank Norbert, Peter Kornfeld, et Henri Iversen.

## Biographie
Schultze obtient son Abitur à Brunswick. Il poursuit des études de piano, d'orchestre, de composition et d'art dramatique à Cologne et Munich. Dans les années 1930, il s'installe à Munich en tant que compositeur et se produit comme acteur sous le nom de Frank Norbert dans un cabaret d'étudiants « Die Vier Nachrichter » (littéralement « les quatre reporters »). De 1932 à 1934, il dirige des orchestres à Heidelberg, à Darmstadt, Munich, Leipzig et Mannheim.
Sous le troisième Reich
Après plusieurs projets en tant que directeur de production chez Telefunken, Schultze décide, en 1936, de tenter sa chance en tant que compositeur indépendant pour la scène et le cinéma. Il livre une série de compositions pour des chants militaires et de propagande. En 1941, on lui conseille  de devenir membre du parti nazi afin de ne pas être enrôlé. En 1932, il avait épouse sa première femme, l'actrice Vera Spohr, avec qui il a quatre enfants. Après son divorce en 1943, il épouse l'actrice, chanteuse et écrivaine bulgare Iwa Wanja, qui lui écrit des livrets pour quelques-unes de ses œuvres. Ils ont deux fils.
À la demande du ministre de la propagande Joseph Goebbels, il écrit quelques œuvres comme Von Finnland bis zum Schwarzen Meer, chant glorifiant l'opération Barbarossa, dont le refrain  est « Führer, befiehl, wir folgen dir » (« Führer, commande nous te suivons ») ; le chant de la Panzergruppe Kleist, « Panzer rollen in Afrika » (« Les panzer roulent en Afrique ») ou encore « Bomben auf Engelland » (« Bombes sur le pays des anges »).
À cause de la popularité de ces chansons guerrières, Norbert Schultze est continuellement sollicité par la propagande nazie. Il s'est justifié plus tard : « Vous savez, j'avais l'âge idéal pour être soldat, 30 ans. Pour moi, il y avait deux solutions : composer ou crever. J'ai opté pour la première. »
Pendant la dénazification, on le considère comme un « sympathisant » ((de) Mitläufer), et après le paiement d'une amende de 3 000 DM, il obtient immédiatement un permis de travail. La GEMA lui commande des chansons. Schultze ordonne que tous ses droits d'auteur de 1933 à 1945 soient versés à la Croix-Rouge allemande. C'est toujours le cas à ce jour.
Sa chanson « Bomben auf Engelland » l'a fait surnommer « Bomben-Schultze » au sein des auteurs de chansons populaires dans les années de guerre en Allemagne.
Lili Marleen
Schultze a écrit la mélodie de «Lili Marleen» sur le poème Die kleine Hafenorgel d'Hans Leip. En 1990, il a déclaré à la BBC au chercheur Karen Liebreich que le morceau a été écrit à l'origine pour une publicité de dentifrice d'une radio commerciale. Le premier enregistrement a été réalisé par la chanteuse Lale Andersen en 1939. Lorsque l'émetteur militaire allemand de Belgrade a diffusé cet enregistrement à plusieurs reprises, les lettres des auditeurs l'ont réclamé avec insistance. La chanson évoquait les sentiments de millions de soldats de toutes les armées qui se battaient sur tous les fronts. Elle a été traduite dans une cinquantaine de langues pour devenir l'un des symboles de la Seconde Guerre mondiale. C'est la première chanson allemande qui a été vendue à plus d'un million d'exemplaires.
L'Après-guerre
Norbert Schultze est d'abord mis à l'index par l'Information Control Division (département de la censure de la zone d'occupation américaine en Allemagne). De 1953 à 1968 il dirige sa propre maison d'édition musicale et de distribution. Il écrit de nombreux opéras, des opérettes (par exemple : Regen in Paris), des comédies musicales, des ballets, la musique de plus de 50 films et des chansons.
En 1961, il est président de l'Association des écrivains et des compositeurs de la scène allemande. De 1973 à 1991 il est membre du conseil de l'Association des compositeurs allemands. Jusqu'en 1996, il fait partie des conseils d'administration de la GEMA, du fonds de sécurité sociale de la GEMA et du fonds d'aide des compositeurs allemands. Il épouse en troisièmes noces Brigitt Salvatori (Pâques 1992). Il vit principalement à Majorque mais aussi en Bavière.

## Filmographie

### En tant que compositeur
- 1939 : Renate im Quartett
- 1939 : Romancero marroquí
- 1939 : Gold in New Frisco
- 1940 : Bismarck
- 1940 : Aus erster Ehe
- 1940 : Frau nach Maß
- 1940 : Das neue Asien
- 1941 : Kampfgeschwader Lützow
- 1941 : Ich klage an
- 1942 : Der Fall Rainer
- 1942 : G.P.U.
- 1943 : Symphonie d'une vie (Symphonie eines Lebens)
- 1943 : The True Story of Lilli Marlene
- 1944 : Eine Kleine Sommermelodie
- 1944 : Die Affäre Rödern
- 1945 : Das Leben geht weiter
- 1945 : Kolberg
- 1949 : Die Nacht der Zwölf
- 1950 : C'est arrivé un jour (Es kommt ein Tag)
- 1952[réf. nécessaire] : Zwerg Nase
- 1952 : Der Tag vor der Hochzeit
- 1953 : Geliebtes Leben
- 1953 : Käpt'n Bay-Bay
- 1953 : Das war unser Rommel
- 1953 : Et le cœur danse (Das Tanzende Herz)
- 1954 : Zehn kleine Negerlein
- 1954 : Unternehmen Edelweiß
- 1954 : Rittmeister Wronski
- 1954 : Oberarzt Dr. Solm
- 1954 : Ein Leben für Do
- 1954 : König Drosselbart
- 1954 : Der Froschkönig
- 1955 : Die Mädels vom Immenhof
- 1955 : Le Joyeux Vagabond (Der Fröhliche Wanderer)
- 1955 : Roman d'une adolescente (Roman einer Siebzehnjährigen)
- 1956 : Max und Moritz
- 1956 : Was die Schwalbe sang
- 1956 : Air Power (série TV)
- 1957 : Die Freundin meines Mannes
- 1957 : Jede Nacht in einem anderen Bett
- 1957 : Aufruhr im Schlaraffenland
- 1958 : U 47 – Kapitänleutnant Prien
- 1958 : Ce fut le premier amour (Es war die erste Liebe)
- 1958 : La Fille Rosemarie (Das Mädchen Rosemarie)
- 1958 : Ist Mama nicht fabelhaft?
- 1959 : Liebe, Luft und lauter Lügen
- 1960 : Der Gauner und der liebe Gott
- 1960 : Les Chacals meurent à l'aube (Soldatensender Calais)
- 1960 : Stefanie in Rio
- 1963 : Moral 63
- 1967 : Till, der Junge von nebenan (série TV)
- 1976 : Rosemaries Tochter
- 1993 : Teufel am Hintern geküßt, Den

### En tant qu'acteur
- 1926 : Kreuzer Emden : Matrose
- 1939 : Renate im Quartett
- 1956 : Max und Moritz
- 1961 : Zu jung für die Liebe?

### En tant que réalisateur
- 1956 : Max und Moritz

### En tant que scénariste
- 1956 : Max und Moritz